# 元瞻
元 瞻（げん せん、478年 - 528年）は、北魏の皇族。字は道周。

## 経歴
任城王拓跋雲の三男として生まれた。はじめ歩兵校尉となり、員外散騎常侍に転じた。前軍将軍・顕武将軍の位を受けた。宗正少卿に転じた。龍驤将軍・光州刺史として出向した。召還されて散騎常侍・左将軍の位を受けた。平南将軍・行兗州事をつとめ、平東将軍・兗州刺史となった。貪欲横暴で殺人を好んだため、兄の元澄は元瞻のことを深く恥じてつきあいを断った。528年（武泰元年）4月、河陰の変で殺害された。享年は51。
4人の子があり、長男の元遠は尚書郎となった。

## 伝記資料
- 『魏書』巻19中 列伝第7中
- 『北史』巻18 列伝第6
- 魏故散騎常侍撫軍将軍金紫光禄大夫儀同三司車騎大将軍司空公光兗雍三州刺史元公墓誌銘（元瞻墓誌）